# John Sack
Pour les articles homonymes, voir Sack (homonymie).
John Sack est un journaliste et écrivain américain né le 24 mars 1930 et mort le 29 mars 2004.

## Biographie
Il grandit à New York dans une famille juive. Il devient journaliste et travaille pour The New Yorker. Il est correspondant de guerre en Corée, au Vietnam, en Irak et en Afghanistan.
Il travaille pour CBS News en Espagne.
En 1993, son livre œil pour œil, le livre déjà imprimé en Allemagne ne fut pas distribué, la version polonaise ne fut pas éditée, la version américaine, dont l'éditeur avait déjà donné une avance, ne fut pas éditée.
Il est mort à l'âge de 74 ans.

## Œuvres
- Report from Practically Nowhere, 1959.
- Lieutenant Calley: his own story, New York: Viking Press, 1971.
- Body count: Lieutenant Calley's story, London: Hutchinson, 1971.
- Fingerprint, New York: Random House, 1982  (ISBN 0-394-50197-7).
- M Vietnam only the strong and lucky survive, 1986.
- An Eye for an Eye: The Untold Story of Jewish Revenge Against Germans in 1945, New York, NY: BasicBooks, 1993.
- Company C: the real war in Iraq, New York: William Morrow, 1995  (ISBN 0-688-11281-1).